# Talal da Jordânia
Talal ibne Abedalá (em árabe: طلال بن عبد الله; romaniz.: Ṭalāl bin `Abd Allāh; Meca, 26 de fevereiro de 1909 – Istambul, 7 de julho de 1972) foi o Rei da Jordânia de julho de 1951 até sua abdicação forçada em agosto de 1952 por motivos de saúde, supostamente esquizofrenia. Era o filho mais velho do rei Abdullah I com sua consorte Zeim Axarafe, ascendendo ao trono após o assassinato do pai e sendo sucedido por seu filho mais velho Huceine.

## Primeiros anos
Ele nasceu em Meca sendo o filho mais filho de Abedalá I, um deputado Árabe de Meca no Parlamento Otomano, e sua esposa Musba binte Nasser. Abedalá era filho de Huceine ibne Ali, Xarife de Meca. Huceine e seus filhos lideraram a Grande Revolta Árabe contra o Império Otomano em 1916; depois de remover o governo Otomano, os filhos de Huceine estabeleceram monarquias árabes no lugar. Abedalá estabeleceu o Emirado da Transjordânia em 1921, um Protetorado Britânico, do qual era emir. Durante a ausência de Abedalá, Talal seus primeiros anos junto com sua mãe. Recebeu uma educação privada em Amã, mais tarde juntou-se a Legião Árabe da Transjordânia como segundo tenente em 1927. Ele tornou-se assessor de seu avô Huceine, o Rei de Hejaz, durante seu exílio em Chipre. Em 1948, tornou-se general do Exército.
Foi educado de forma privada antes de ingressar na British Army's Royal Millitary College, Sandhurst, onde graduou-se em 1929 quando foi contrato como segundo tenente do Regimento da Cavalaria da Legião Árabe. Seu regimento foi anexado a um regimento britânico em Jerusalém e também a Artilharia Real em Bagdá.

## Doença, morte e funeral
Talal viveu a última parte de sua vida em um sanatório em Istambul e morreu lá em 7 de julho de 1972. Talal foi enterrado no Mausoléu Real no Palácio de Ragadã em Amã.

## Vida pessoal
Em 1934, Talal casou-se com sua prima irmã Zeim Axarafe Talal eles tiveram quatro filhos e duas filhas:
- Rei Huceine (14 de novembro de 1935 - 7 de fevereiro de 1999)
- Princesa Asma, morreu ao nascer em 1937
- Príncipe Maomé (2 de outubro de 1940 - 29 de abril de 2021)
- Príncipe Haçane (20 de março de 1947)
- Príncipe Muxim, falecido
- Princesa Basma (11 de maio de 1951).[3]